# 巴拉斯酒店

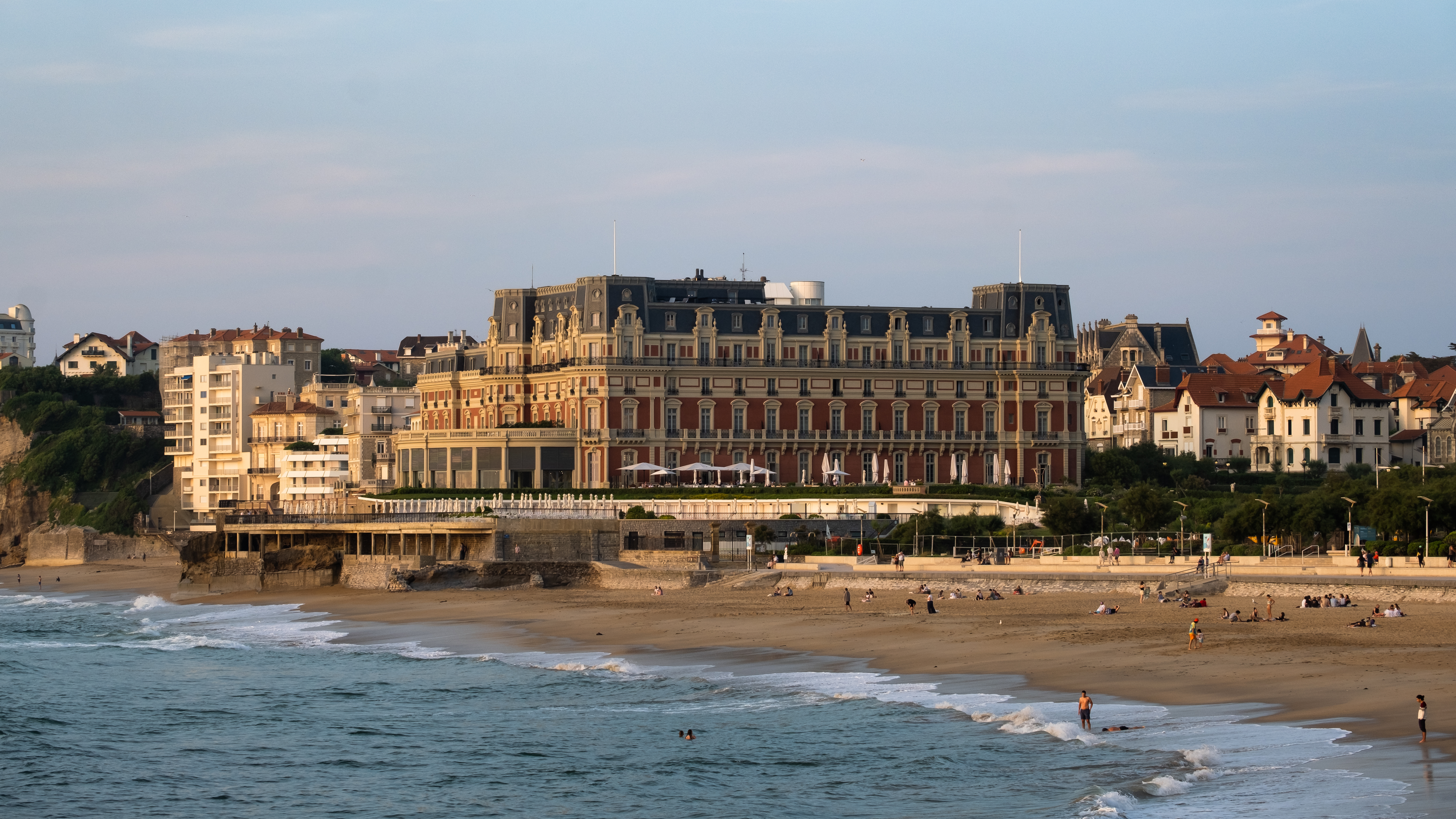
巴拉斯酒店

巴拉斯酒店（法語：Hôtel du Palais，意为“宫殿宾馆”）是位於法國大西洋沿岸度假城市比亞里茨上的一座高級酒店。巴拉斯酒店最早修建於1855年，做为法国皇后欧珍妮·德·蒙提荷的夏宫，所以称作（欧珍妮别墅、尤金妮宫）。1903年酒店毀於大火但之後得到重建並大幅擴展。許多名人，如英國國王愛德華七世都曾入住這裡。1950年代，巴拉斯酒店曾一度關閉。但現在酒店已經重新裝修並開放。2023 年 12 月，酒店发生了一起欺凌和性侵犯丑闻，涉及一名店员、大队和米其林星级厨师 Aurélien Largeau。一项调查就此展开。